# Станіслав Бажий
Станіслав Бажий гербу Корчак (пол. Stanisław Barzy; 1529/1530 — 9 листопада 1571, Краків) — шляхтич зі спольщеного руського роду, урядник Королівства Яґеллонів, Речі Посполитої, дипломат, католик. Підписувався «з Болозова (Бложви)» (Перемиська земля), дідич Вісьніча.

## Життєпис
Син войського медицького, підкоморія перемиського Андрія Бажого та його дружини — сестри маршалка великого коронного Пйотра Кміти Анни. Мав братів Андрія, Еразма, сестру Катерину, брата природного (зведеного) Петра. Пйотр Кміта опікувався сестрінками (сестринцями). 
Як придворний короля Сигізмунда II Августа почав службу 5 січня 1551 року, відтоді 20 років служив королю (королівським секретарем став перед 1557 роком). 1556 року супроводжував королівну Зофію в подорожі до Вольфенбюттеля (Німеччина). 1557 року став старостою городоцьким, 10 січня 1562 року старостою снятинським. 3 серпня 1566 року отримав право доживоття на Снятинському старостві. 1568 року став маршалком надвірним, під кінець 1570 року (між 24 жовтня — 14 листопада) старостою генеральним, воєводою краківським (після смерті попередника Станіслава Мишковского 16 червня 1570 року).
Через свої та батькові зв'язки, який повстав з маєтків Кмітів, Тенчиньских, отримав значний маєток. Мав постійну підтримку кардинала Станіслава Гозія (інструктував його щодо зменшення впливу протестантів, ліквідації їх збору в Кракові). Призначення на посаду краківського воєводи супроводжувалось боротьбою з представниками табору протестантів; після призначення на посаду католики мали великі надії на посилення впливу, отримав привітання від папи Пія V. Після прибуття до Кракова в січні 1571 року (після урочистого привітання від духовенства, Академії, Григорій Самборчик (Чуй) з Самбора присвятив події кілька строф) закликав магістрат підтримувати католицький обряд, призначив 2-х райців-католиків. Планам перешкодила передчасна смерть. У політичному житті активної участи не брав. Йому присвячено кілька релігійних праць польською мовою.
Перша дружина — Катажина Тенчинська (померла 21 червня 1566 року, донька Яна Тенчинського), син Ян. Друга дружина — Дорота Ґоринська.